# Controvento (film)
Controvento è un film del 2000 diretto da Peter Del Monte.